# Du riechst so gut
Du riechst so gut (Voníš tak dobře) byl prvním vydaným singlem skupiny Rammstein a prvním z alba Herzeleid. Popisuje dravce hledajícího svou kořist a zdůrazňuje témata šílenství a posedlosti při stopování kořisti.
Singl byl znovu vydán v roce 1998 pod jménem Du Riechst So Gut '98 s nově natočeným klipem.
Při živých vystoupeních Till Lindemann obvykle používá luk vystřelující spoustu jisker, se kterým se točí kolem dokola. Při některých vystoupeních jej používá při jiných písních jako Laichzeit, na Bizarre Festival 1997 nebo při Du hast v průběhu Family Values Tour v roce 1999. Při kytarovém sólu, které předchází konci písně, dirigovali Richard a Paul obecenstvo. Při Reise, Reise Tour 2004/2005 si oblékali vesty, které měly na prodlouženém rukávu připevněné trubičky šlehající plameny a jiskry, přičemž oba stáli vedle sebe střídavě otočení k publiku.
Má své místo na kompilaci Made in Germany 1995-2011.

## Tracklist
1. Du riechst so gut (Single Version)
2. Wollt ihr das Bett in Flammen sehen? (Album Version)
3. Du riechst so gut (Scal Remix)